# ألان داميان بندر
ألان داميان بندر (بالإسبانية: Alan Damian Bender)‏ هو لاعب كرة قدم أرجنتيني في مركز الهجوم، ولد في 16 فبراير 1986 في بوينس آيرس في الأرجنتين. لعب مع فيرو كاريل أويستي.